# Botwnnog
Botwnnog est un village et une communauté du Gwynedd, au pays de Galles.

## Géographie
Botwnnog est situé dans l'ouest du Gwynedd, dans le comté historique du Caernarvonshire. Il se trouve sur la péninsule de Llŷn, à une douzaine de kilomètres au sud-ouest de la ville de Pwllheli.
La communauté de Botwnnog comprend aussi les villages et hameaux de Bryncroes (en), Llandegwning (en) et Sarn Meyllteyrn (en).

## Histoire
La paroisse civile de Botwnnog s'agrandit significativement le 1er avril 1934 à la suite de l'abolition des paroisses civiles de Bryncroes, Llandegwning, Llangian (en), Llaniestyn (en) et Mellteyrn.

## Démographie
Au recensement de 2011, la communauté de Botwnnog comptait 996 habitants.
| 1801 | 1811 | 1821 | 1831 | 1841 | 1851 | 1881 |
| ---- | ---- | ---- | ---- | ---- | ---- | ---- |
| 152  | 161  | 193  | 179  | 191  | 163  | 126  |

| 1891 | 1901 | 1911 | 1921 | 1931 | 1951  | 1961  |
| ---- | ---- | ---- | ---- | ---- | ----- | ----- |
| 162  | 156  | 134  | 129  | 148  | 1 282 | 1 176 |

| 1971  | 1981 | 1991 | 2001 | 2011 | - | - |
| ----- | ---- | ---- | ---- | ---- | - | - |
| 1 006 | ?    | ?    | ?    | 996  | - | - |